# Diploceraspis
Diploceraspis és un gènere extint de tetràpode lepospòndil del període Permià. Vivia a la zona d'Ohio.
Aquest amfibi era molt semblant als Diplocaulus.